# Liste der Nummer-eins-Hits in Frankreich (2007)
Diese Liste enthält alle Nummer-eins-Hits in Frankreich im Jahr 2007. Es gab in diesem Jahr 25 Nummer-eins-Singles und 24 Nummer-eins-Alben.

## Singles
| ← 2006 ← | Liste der Nummer-eins-Hits in Frankreich (Top Singles) | Liste der Nummer-eins-Hits in Frankreich (Top Singles) | Liste der Nummer-eins-Hits in Frankreich (Top Singles) | 2008 →                    |
| \| Zeitraum \| Wo. ges. \| Interpret \| Titel Autor(en) \| Zusätzliche Informationen \| \| (Zeitraum, Wochen auf Platz eins, Interpret, Titel, Autor[en], zusätzliche Informationen) \| \| \| \| \| \| ----------------------------------------------------------------------------------------- \| -------- \| ---------------------------- \| ------------------------------------------------------------------------------------------------------------------------------------------------------------------------------------------------------------------------------ \| ------------------------- \| \| 17. November 2006 – 6. Januar 2007 7 Wochen \| 7 \| Fatal Bazooka \| Fous ta cagoule Matthieu Sylvain Balanca, Michaël Benayoun, Dominique Vincent Gauriaud, Jurij Prette, Nicolas Laurent Patrice Brisson, William Marc Emmanuel Geslin, Benjamin Clement Morgaine, Vincent Robert Pascal Desagnat \| – \| \| 7. Januar 2007 – 13. Januar 2007 1 Woche (insgesamt 2) \| 2 \| Kamini \| Marly-Gomont Kamini Kuyena Zantoko \| – \| \| 14. Januar 2007 – 20. Januar 2007 1 Woche \| 1 \| Justin Timberlake feat. T.I. \| My Love Clifford J. Harris, Justin R. Timberlake, Timothy Z. Mosley, Floyd Nathaniel Hills \| – \| \| 21. Januar 2007 – 3. Februar 2007 2 Wochen \| 2 \| Akon feat. Snoop Doggy Dogg \| I Wanna Love You Cordozar C. Broadus, Aliaune Thiam \| – \| \| 4. Februar 2007 – 10. Februar 2007 1 Woche (insgesamt 2) \| 2 \| Shy’m \| Victoire Musik: Louis François Côté, Cyril Kamar; Text: Cyril Kamar \| – \| \| 11. Februar 2007 – 17. Februar 2007 1 Woche \| 1 \| Yannick Noah \| Aux arbres citoyens Musik: Christophe Robert Battaglia; Text: Cyril Martin Alain Tarquiny \| – \| \| 18. Februar 2007 – 24. Februar 2007 1 Woche (insgesamt 2) \| 2 \| Shy’m \| Victoire Musik: Louis François Côté, Cyril Kamar; Text: Cyril Kamar \| – \| \| 25. Februar 2007 – 10. März 2007 2 Wochen \| 2 \| The Pussycat Dolls \| I Don’t Need a Man Rich Harrison, Vanessa Louise Brown, Kara E. Dio Guardi, Nicole Scherzinger \| – \| \| 11. März 2007 – 7. April 2007 4 Wochen \| 4 \| Justin Timberlake \| What Goes Around … Comes Around Justin R. Timberlake, Timothy Z. Mosley, Floyd Nathaniel Hills \| – \| \| 8. April 2007 – 14. April 2007 1 Woche \| 1 \| Timbaland \| Give It to Me Floyd Nathaniel Hills, Timothy Z. Mosley, Timothy Clayton, Nelly Kim Furtado, Justin R. Timberlake \| – \| \| 15. April 2007 – 5. Mai 2007 3 Wochen \| 3 \| Christophe Maé \| On s’attache Musik: Bruno Françis Dandrimont, Christophe Guy Frédéric Martichon; Text: Lionel Florence \| – \| \| 6. Mai 2007 – 12. Mai 2007 1 Woche \| 1 \| Gwen Stefani \| The Sweet Escape Gwen Renee Stefani, Aliaune Thiam, Giorgio H. Tuinfort \| – \| \| 13. Mai 2007 – 19. Mai 2007 1 Woche \| 1 \| Mika \| Relax, Take It Easy Nicholas Eede, Michael Holbrook Penniman \| – \| \| 20. Mai 2007 – 30. Juni 2007 6 Wochen \| 6 \| Christophe Willem \| Double je Jean-Pierre Pilot, Oliver Schultheis, Isabelle de Truchis \| – \| \| 1. Juli 2007 – 7. Juli 2007 1 Woche \| 1 \| Rihanna feat. Jay-Z \| Umbrella Thaddis Laphonia Harrell Jr., Shawn C. Carter, Christopher A. Stewart, Terius Youngdell Nash \| – \| \| 8. Juli 2007 – 21. Juli 2007 2 Wochen \| 2 \| Grégory Lemarchal \| De temps en temps Musik: Davide Esposito; Text: Grégory Lemarchal \| – \| \| 22. Juli 2007 – 28. Juli 2007 1 Woche (insgesamt 3) \| 3 \| Christophe Maé \| Parce qu’on sait jamais Musik: Philippe Alfred Rene Jacquot; Text: Lionel Florence \| – \| \| 29. Juli 2007 – 4. August 2007 1 Woche \| 1 \| David Guetta & Chris Willis \| Love Is Gone Musik: Joachim André Garraud, Frédéric Jean Riesterer; Text: Christopher Kevin Willis, David Guetta \| – \| \| 5. August 2007 – 11. August 2007 1 Woche \| 1 \| Mika \| Love Today Michael Holbrook Penniman \| – \| \| 12. August 2007 – 25. August 2007 2 Wochen (insgesamt 3) \| 3 \| Christophe Maé \| Parce qu’on sait jamais Musik: Philippe alfred Rene Jacquot; Text: Lionel Florence \| – \| \| 26. August 2007 – 1. September 2007 1 Woche \| 1 \| Bob Sinclar & Fireball \| What I Want Musik: Richard Gerard Ahong; Text: Rohan Demion Richards, Terrin Leonard Callender \| – \| \| 2. September 2007 – 8. September 2007 1 Woche \| 1 \| Timbaland & Tyssem \| The Way I Are Keri Lynn Hilson, Bale'wa M. Muhammad, Candice Clothiel Nelson, Floyd Nathaniel Hills, Timothy Z. Mosley, John M. Maultsby, Garland Mosley Waverly Jr. \| – \| \| 9. September 2007 – 15. September 2007 1 Woche \| 1 \| James Blunt \| 1973 James Hillier Blount, Mark Christopher Batson \| – \| \| 16. September 2007 – 17. November 2007 9 Wochen \| 9 \| Rihanna \| Don’t Stop the Music Michael J. Jackson, Frankie Storm, Tor Erik Hermansen, Mikkel Storleer Eriksen \| – \| \| 18. November 2007 – 1. Dezember 2007 2 Wochen \| 2 \| Sheryfa Luna \| Quelque part Musik: Luc Emile Leroy, Yann Stephane Mickael Mace; Text: Sylvia Elva Garcia \| – \| \| 2. Dezember 2007 – 8. Dezember 2007 1 Woche (insgesamt 2) \| 2 \| Mondotek \| Alive Stephan Endemann, Dragan Hecimovic \| – \| \| 9. Dezember 2007 – 15. Dezember 2007 1 Woche (insgesamt 3) \| 3 \| Christophe Maé \| Ça fait mal Musik: Christophe Guy Frédéric Martichon, Bruno Françis Dandrimont; Text: Christophe Guy Frédéric Martichon \| – \| \| 16. Dezember 2007 – 22. Dezember 2007 1 Woche (insgesamt 2) \| 2 \| Mondotek \| Alive Stephan Endemann, Dragan Hecimovic \| – \| \| 23. Dezember 2007 – 5. Januar 2008 2 Wochen (insgesamt 3) \| 3 \| Christophe Maé \| Ça fait mal Musik: Christophe Guy Frédéric Martichon, Bruno Françis Dandrimont; Text: Christophe Guy Frédéric Martichon \| – \| |                                                        |                                                        | |                           |
| ← 2006 |                                                        |                                                        | | → 2008 →                  |
| Zeitraum | Wo. ges.                                               | Interpret                                              | Titel Autor(en) | Zusätzliche Informationen |
| (Zeitraum, Wochen auf Platz eins, Interpret, Titel, Autor[en], zusätzliche Informationen) |                                                        |                                                        | |                           |
| 17. November 2006 – 6. Januar 2007 7 Wochen | 7                                                      | Fatal Bazooka                                          | Fous ta cagoule Matthieu Sylvain Balanca, Michaël Benayoun, Dominique Vincent Gauriaud, Jurij Prette, Nicolas Laurent Patrice Brisson, William Marc Emmanuel Geslin, Benjamin Clement Morgaine, Vincent Robert Pascal Desagnat | –                         |
| 7. Januar 2007 – 13. Januar 2007 1 Woche (insgesamt 2) | 2                                                      | Kamini                                                 | Marly-Gomont Kamini Kuyena Zantoko | –                         |
| 14. Januar 2007 – 20. Januar 2007 1 Woche | 1                                                      | Justin Timberlake feat. T.I.                           | My Love Clifford J. Harris, Justin R. Timberlake, Timothy Z. Mosley, Floyd Nathaniel Hills | –                         |
| 21. Januar 2007 – 3. Februar 2007 2 Wochen | 2                                                      | Akon feat. Snoop Doggy Dogg                            | I Wanna Love You Cordozar C. Broadus, Aliaune Thiam | –                         |
| 4. Februar 2007 – 10. Februar 2007 1 Woche (insgesamt 2) | 2                                                      | Shy’m                                                  | Victoire Musik: Louis François Côté, Cyril Kamar; Text: Cyril Kamar | –                         |
| 11. Februar 2007 – 17. Februar 2007 1 Woche | 1                                                      | Yannick Noah                                           | Aux arbres citoyens Musik: Christophe Robert Battaglia; Text: Cyril Martin Alain Tarquiny | –                         |
| 18. Februar 2007 – 24. Februar 2007 1 Woche (insgesamt 2) | 2                                                      | Shy’m                                                  | Victoire Musik: Louis François Côté, Cyril Kamar; Text: Cyril Kamar | –                         |
| 25. Februar 2007 – 10. März 2007 2 Wochen | 2                                                      | The Pussycat Dolls                                     | I Don’t Need a Man Rich Harrison, Vanessa Louise Brown, Kara E. Dio Guardi, Nicole Scherzinger | –                         |
| 11. März 2007 – 7. April 2007 4 Wochen | 4                                                      | Justin Timberlake                                      | What Goes Around … Comes Around Justin R. Timberlake, Timothy Z. Mosley, Floyd Nathaniel Hills | –                         |
| 8. April 2007 – 14. April 2007 1 Woche | 1                                                      | Timbaland                                              | Give It to Me Floyd Nathaniel Hills, Timothy Z. Mosley, Timothy Clayton, Nelly Kim Furtado, Justin R. Timberlake | –                         |
| 15. April 2007 – 5. Mai 2007 3 Wochen | 3                                                      | Christophe Maé                                         | On s’attache Musik: Bruno Françis Dandrimont, Christophe Guy Frédéric Martichon; Text: Lionel Florence | –                         |
| 6. Mai 2007 – 12. Mai 2007 1 Woche | 1                                                      | Gwen Stefani                                           | The Sweet Escape Gwen Renee Stefani, Aliaune Thiam, Giorgio H. Tuinfort | –                         |
| 13. Mai 2007 – 19. Mai 2007 1 Woche | 1                                                      | Mika                                                   | Relax, Take It Easy Nicholas Eede, Michael Holbrook Penniman | –                         |
| 20. Mai 2007 – 30. Juni 2007 6 Wochen | 6                                                      | Christophe Willem                                      | Double je Jean-Pierre Pilot, Oliver Schultheis, Isabelle de Truchis | –                         |
| 1. Juli 2007 – 7. Juli 2007 1 Woche | 1                                                      | Rihanna feat. Jay-Z                                    | Umbrella Thaddis Laphonia Harrell Jr., Shawn C. Carter, Christopher A. Stewart, Terius Youngdell Nash | –                         |
| 8. Juli 2007 – 21. Juli 2007 2 Wochen | 2                                                      | Grégory Lemarchal                                      | De temps en temps Musik: Davide Esposito; Text: Grégory Lemarchal | –                         |
| 22. Juli 2007 – 28. Juli 2007 1 Woche (insgesamt 3) | 3                                                      | Christophe Maé                                         | Parce qu’on sait jamais Musik: Philippe Alfred Rene Jacquot; Text: Lionel Florence | –                         |
| 29. Juli 2007 – 4. August 2007 1 Woche | 1                                                      | David Guetta & Chris Willis                            | Love Is Gone Musik: Joachim André Garraud, Frédéric Jean Riesterer; Text: Christopher Kevin Willis, David Guetta | –                         |
| 5. August 2007 – 11. August 2007 1 Woche | 1                                                      | Mika                                                   | Love Today Michael Holbrook Penniman | –                         |
| 12. August 2007 – 25. August 2007 2 Wochen (insgesamt 3) | 3                                                      | Christophe Maé                                         | Parce qu’on sait jamais Musik: Philippe alfred Rene Jacquot; Text: Lionel Florence | –                         |
| 26. August 2007 – 1. September 2007 1 Woche | 1                                                      | Bob Sinclar & Fireball                                 | What I Want Musik: Richard Gerard Ahong; Text: Rohan Demion Richards, Terrin Leonard Callender | –                         |
| 2. September 2007 – 8. September 2007 1 Woche | 1                                                      | Timbaland & Tyssem                                     | The Way I Are Keri Lynn Hilson, Bale'wa M. Muhammad, Candice Clothiel Nelson, Floyd Nathaniel Hills, Timothy Z. Mosley, John M. Maultsby, Garland Mosley Waverly Jr.                                                           | –                         |
| 9. September 2007 – 15. September 2007 1 Woche | 1                                                      | James Blunt                                            | 1973 James Hillier Blount, Mark Christopher Batson | –                         |
| 16. September 2007 – 17. November 2007 9 Wochen | 9                                                      | Rihanna                                                | Don’t Stop the Music Michael J. Jackson, Frankie Storm, Tor Erik Hermansen, Mikkel Storleer Eriksen | –                         |
| 18. November 2007 – 1. Dezember 2007 2 Wochen | 2                                                      | Sheryfa Luna                                           | Quelque part Musik: Luc Emile Leroy, Yann Stephane Mickael Mace; Text: Sylvia Elva Garcia | –                         |
| 2. Dezember 2007 – 8. Dezember 2007 1 Woche (insgesamt 2) | 2                                                      | Mondotek                                               | Alive Stephan Endemann, Dragan Hecimovic | –                         |
| 9. Dezember 2007 – 15. Dezember 2007 1 Woche (insgesamt 3) | 3                                                      | Christophe Maé                                         | Ça fait mal Musik: Christophe Guy Frédéric Martichon, Bruno Françis Dandrimont; Text: Christophe Guy Frédéric Martichon | –                         |
| 16. Dezember 2007 – 22. Dezember 2007 1 Woche (insgesamt 2) | 2                                                      | Mondotek                                               | Alive Stephan Endemann, Dragan Hecimovic | –                         |
| 23. Dezember 2007 – 5. Januar 2008 2 Wochen (insgesamt 3) | 3                                                      | Christophe Maé                                         | Ça fait mal Musik: Christophe Guy Frédéric Martichon, Bruno Françis Dandrimont; Text: Christophe Guy Frédéric Martichon | –                         |

## Alben
| ← 2006 ← | Liste der Nummer-eins-Hits in Frankreich | Liste der Nummer-eins-Hits in Frankreich | Liste der Nummer-eins-Hits in Frankreich | 2008 →                    |
| \| Zeitraum \| Wo. ges. \| Interpret \| Titel \| Zusätzliche Informationen \| \| (Zeitraum, Wochen auf Platz eins, Interpret, Titel, zusätzliche Informationen) \| \| \| \| \| \| ------------------------------------------------------------------------------ \| -------- \| ----------------------------------- \| ------------------------------- \| ------------------------- \| \| 31. Dezember 2006 – 6. Januar 2007 1 Woche (insgesamt 3) \| 3 \| Yannick Noah \| Charango \| – \| \| 7. Januar 2007 – 13. Januar 2007 1 Woche (insgesamt 7) \| 7 \| Bénabar \| Reprise des négociations \| – \| \| 14. Januar 2007 – 20. Januar 2007 1 Woche \| 1 \| Carla Bruni \| No Promises \| – \| \| 21. Januar 2007 – 27. Januar 2007 1 Woche \| 1 \| Michel Delpech \| Michel Delpech & \| – \| \| 28. Januar 2007 – 3. Februar 2007 1 Woche \| 1 \| Norah Jones \| Not Too Late \| – \| \| 4. Februar 2007 – 10. Februar 2007 1 Woche \| 1 \| Vitaa \| À fleur de toi \| – \| \| 11. Februar 2007 – 17. Februar 2007 1 Woche \| 1 \| Zazie \| Totem \| – \| \| 18. Februar 2007 – 24. Februar 2007 1 Woche \| 1 \| Indochine \| Hanoï \| – \| \| 25. Februar 2007 – 31. März 2007 5 Wochen \| 5 \| Les Enfoirés \| 2007: La caravane des Enfoirés \| – \| \| 1. April 2007 – 14. April 2007 2 Wochen (insgesamt 8) \| 8 \| Mika \| Life in Cartoon Motion \| – \| \| 15. April 2007 – 12. Mai 2007 4 Wochen (insgesamt 5) \| 5 \| Christophe Willem \| Inventaire \| – \| \| 13. Mai 2007 – 19. Mai 2007 1 Woche \| 1 \| Linkin Park \| Minutes to Midnight \| – \| \| 20. Mai 2007 – 2. Juni 2007 2 Wochen \| 2 \| Céline Dion \| D’elles \| – \| \| 3. Juni 2007 – 9. Juni 2007 1 Woche (insgesamt 5) \| 5 \| Christophe Willem \| Inventaire \| – \| \| 10. Juni 2007 – 16. Juni 2007 1 Woche \| 1 \| Johnny Hallyday \| La Cigale (12-17 decembre 2006) \| – \| \| 17. Juni 2007 – 14. Juli 2007 4 Wochen \| 4 \| Grégory Lemarchal \| La voix d’un ange \| – \| \| 15. Juli 2007 – 25. August 2007 6 Wochen (insgesamt 8) \| 8 \| Mika \| Life in Cartoon Motion \| – \| \| 26. August 2007 – 1. September 2007 1 Woche \| 1 \| Ben Harper & the Innocent Criminals \| Lifeline \| – \| \| 2. September 2007 – 15. September 2007 2 Wochen \| 2 \| Vanessa Paradis \| Divinidylle \| – \| \| 16. September 2007 – 20. Oktober 2007 5 Wochen \| 5 \| James Blunt \| All the Lost Souls \| – \| \| 21. Oktober 2007 – 27. Oktober 2007 1 Woche \| 1 \| LIM \| Délinquant \| – \| \| 28. Oktober 2007 – 3. November 2007 1 Woche \| 1 \| Amy Winehouse \| Back to Black \| – \| \| 4. November 2007 – 10. November 2007 1 Woche \| 1 \| Jenifer \| Lunatique \| – \| \| 11. November 2007 – 15. Dezember 2007 5 Wochen \| 5 \| Johnny Hallyday \| Le cœur d’un homme \| – \| \| 16. Dezember 2007 – 29. Dezember 2007 2 Wochen \| 2 \| Christophe Maé \| Mon paradis \| – \| \| 30. Dezember 2007 – 12. Januar 2008 2 Wochen \| 2 \| Radiohead \| In Rainbows \| – \| |                                          |                                          |                                          |                           |
| ← 2006 |                                          |                                          |                                          | → 2008 →                  |
| Zeitraum | Wo. ges.                                 | Interpret                                | Titel                                    | Zusätzliche Informationen |
| (Zeitraum, Wochen auf Platz eins, Interpret, Titel, zusätzliche Informationen) |                                          |                                          |                                          |                           |
| 31. Dezember 2006 – 6. Januar 2007 1 Woche (insgesamt 3) | 3                                        | Yannick Noah                             | Charango                                 | –                         |
| 7. Januar 2007 – 13. Januar 2007 1 Woche (insgesamt 7) | 7                                        | Bénabar                                  | Reprise des négociations                 | –                         |
| 14. Januar 2007 – 20. Januar 2007 1 Woche | 1                                        | Carla Bruni                              | No Promises                              | –                         |
| 21. Januar 2007 – 27. Januar 2007 1 Woche | 1                                        | Michel Delpech                           | Michel Delpech &                         | –                         |
| 28. Januar 2007 – 3. Februar 2007 1 Woche | 1                                        | Norah Jones                              | Not Too Late                             | –                         |
| 4. Februar 2007 – 10. Februar 2007 1 Woche | 1                                        | Vitaa                                    | À fleur de toi                           | –                         |
| 11. Februar 2007 – 17. Februar 2007 1 Woche | 1                                        | Zazie                                    | Totem                                    | –                         |
| 18. Februar 2007 – 24. Februar 2007 1 Woche | 1                                        | Indochine                                | Hanoï                                    | –                         |
| 25. Februar 2007 – 31. März 2007 5 Wochen | 5                                        | Les Enfoirés                             | 2007: La caravane des Enfoirés           | –                         |
| 1. April 2007 – 14. April 2007 2 Wochen (insgesamt 8) | 8                                        | Mika                                     | Life in Cartoon Motion                   | –                         |
| 15. April 2007 – 12. Mai 2007 4 Wochen (insgesamt 5) | 5                                        | Christophe Willem                        | Inventaire                               | –                         |
| 13. Mai 2007 – 19. Mai 2007 1 Woche | 1                                        | Linkin Park                              | Minutes to Midnight                      | –                         |
| 20. Mai 2007 – 2. Juni 2007 2 Wochen | 2                                        | Céline Dion                              | D’elles                                  | –                         |
| 3. Juni 2007 – 9. Juni 2007 1 Woche (insgesamt 5) | 5                                        | Christophe Willem                        | Inventaire                               | –                         |
| 10. Juni 2007 – 16. Juni 2007 1 Woche | 1                                        | Johnny Hallyday                          | La Cigale (12-17 decembre 2006)          | –                         |
| 17. Juni 2007 – 14. Juli 2007 4 Wochen | 4                                        | Grégory Lemarchal                        | La voix d’un ange                        | –                         |
| 15. Juli 2007 – 25. August 2007 6 Wochen (insgesamt 8) | 8                                        | Mika                                     | Life in Cartoon Motion                   | –                         |
| 26. August 2007 – 1. September 2007 1 Woche | 1                                        | Ben Harper & the Innocent Criminals      | Lifeline                                 | –                         |
| 2. September 2007 – 15. September 2007 2 Wochen | 2                                        | Vanessa Paradis                          | Divinidylle                              | –                         |
| 16. September 2007 – 20. Oktober 2007 5 Wochen | 5                                        | James Blunt                              | All the Lost Souls                       | –                         |
| 21. Oktober 2007 – 27. Oktober 2007 1 Woche | 1                                        | LIM                                      | Délinquant                               | –                         |
| 28. Oktober 2007 – 3. November 2007 1 Woche | 1                                        | Amy Winehouse                            | Back to Black                            | –                         |
| 4. November 2007 – 10. November 2007 1 Woche | 1                                        | Jenifer                                  | Lunatique                                | –                         |
| 11. November 2007 – 15. Dezember 2007 5 Wochen | 5                                        | Johnny Hallyday                          | Le cœur d’un homme                       | –                         |
| 16. Dezember 2007 – 29. Dezember 2007 2 Wochen | 2                                        | Christophe Maé                           | Mon paradis                              | –                         |
| 30. Dezember 2007 – 12. Januar 2008 2 Wochen | 2                                        | Radiohead                                | In Rainbows                              | –                         |